# Renault Avantime

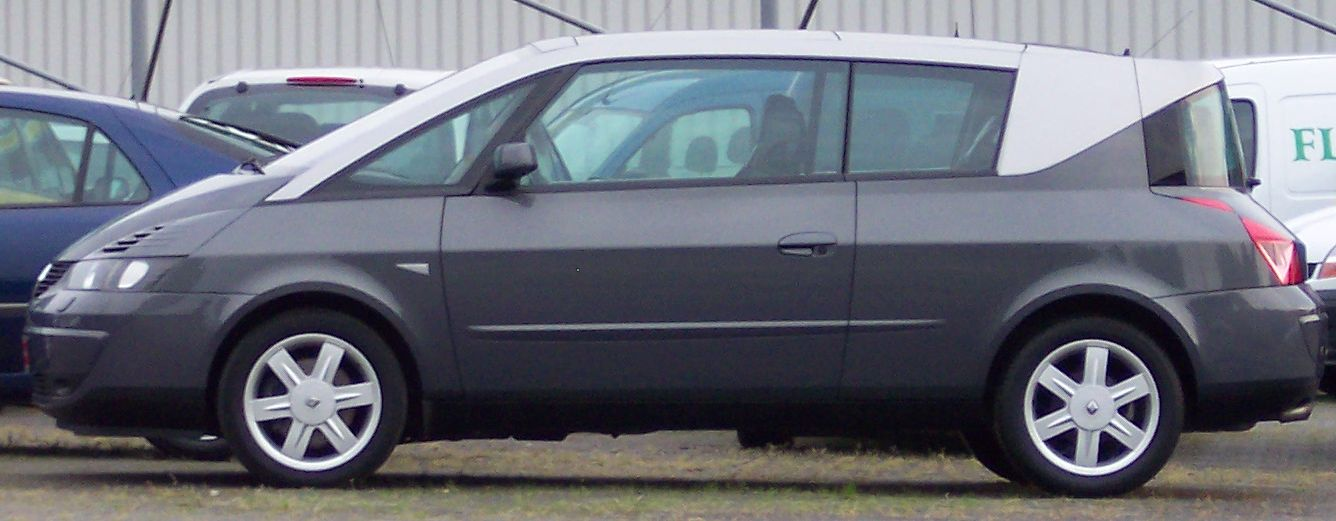
Renault Avantime i profil.

Renault Avantime var en högbyggd, tvådörrars, lyxcoupé som började tillverkas år 2001. En konceptversion av modellen hade dock redan visats i Genève 1999 och designen stod fransmannen Patrick Le Quément för. 
Formen var mycket radikal och förenade idéer från MPV-segmentet med coupébilars flärd, lyx och sportighet. Avantime var också den första större coupémodellen från det franska företaget sedan mitten av 1980-talet, då Fuegoserien slutade tillverkas. 
Designen visade också vad som komma skulle när det gällde andra Renaultmodeller; till exempel Mégane II och Vel Satis. En motor var tillgänglig; en 3,0 liter V6. Efterfrågan på modellen var dock liten och produktionen upphörde därför redan 2003, då endast 8545 bilar hade tillverkats. I Sverige marknadsfördes aldrig Renault Avantime.
Modellen kom att bli den sista Matra-tillverkade Renault-modellen.